# Challenge des moniteurs
 (avril 2024).
Le Challenge des moniteurs est la compétition annuelle des moniteurs du ski français. Organisée par l’ESF tous les ans, au mois d'avril. Le lieu est déterminé et annoncé en mai pour la compétition qui se tient en avril de l'année d'après.

## Épreuves
- Slalom Spécial (l'épreuve "reine")

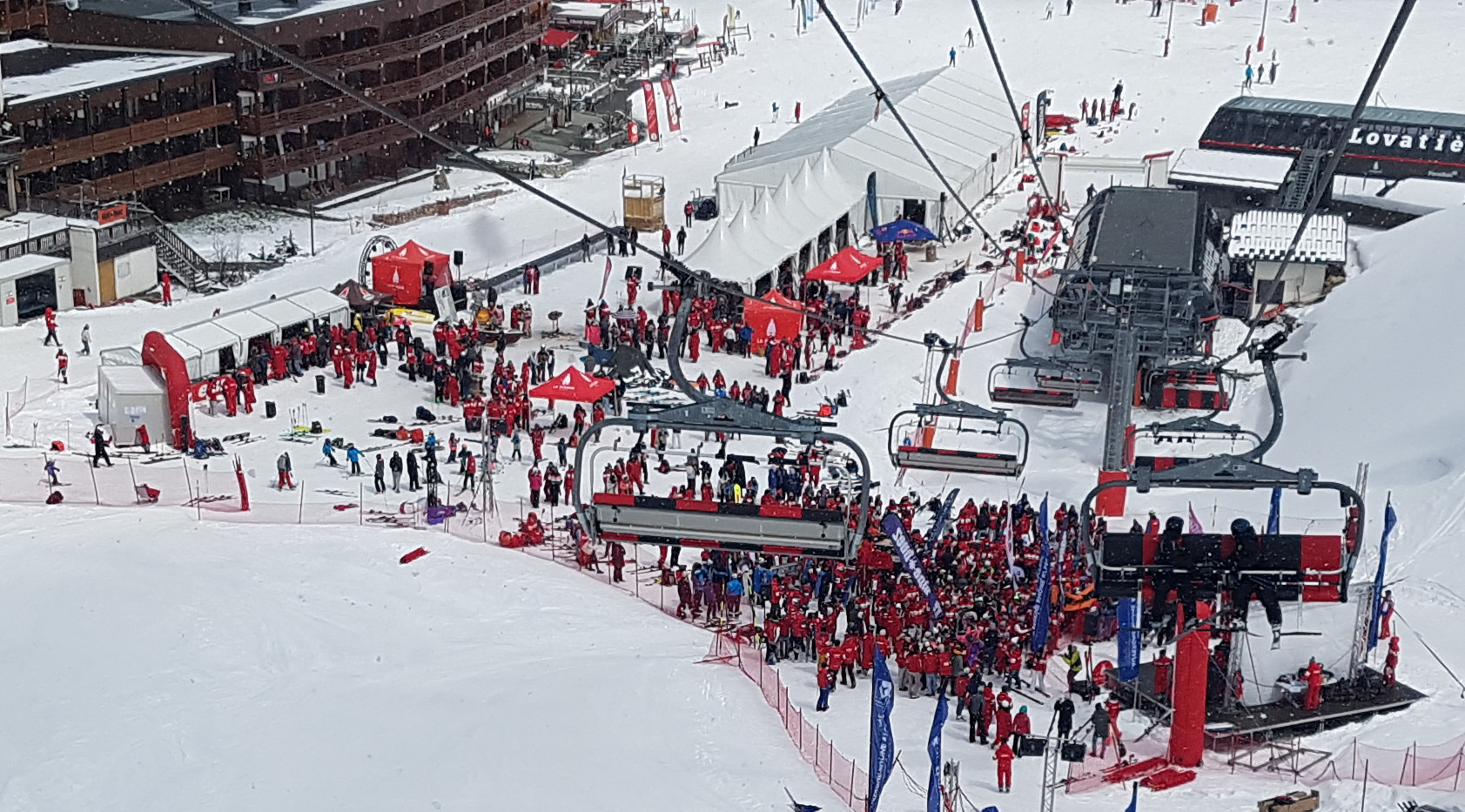
Barnums et podium du challenge des moniteurs en avril 2024 à La Plagne

- Slalom géant (compétition stagiaires)
- Compétition des monitrices enfants
- Skicross
- Slopestyle
- Big air
- Snowboard
- Télémark
- Ski de fond

## Palmarès

### Slalom
| Année | Lieu du challenge     | Vainqueur de la grande finale | ESF                                   |
| 2024  | La Plagne (73)        | Robin Buffet                  | École nationale de ski et d'alpinisme |
| 2023  | Avoriaz (74)          | Thomas Fanara                 | ESF Praz-sur-Arly                     |
| 2022  | Vars (05)             | Sacha Fivel                   | ESF La Norma                          |
| 2019  | Val Cenis (73)        | Alexandre Anselmet            | ESF Valmeinier                        |
| 2018  | Alpe d'Huez (38)      | Gabriel Rivas                 | ESF Val Thorens                       |
| 2017  | Les Menuires (73)     | Alexandre Anselmet            | ESF Valmeinier                        |
| 2016  | Châtel (74)           | Christophe Depoilly           | ESF Méribel Les Allues                |
| 2015  | Serre Chevalier (05)  | Gabriel Rivas                 | ESF Le Corbier                        |
| 2014  | Combloux (74)         | Michael Sauvage               | ESF Flaine                            |
| 2013  | L'Alpe d'Huez (38)    | Antoine Dubourgeal            | ESF Combloux                          |
| 2012  | Les Menuires (73)     | Michael Sauvage               | ESF Flaine                            |
| 2011  | Valloire (73)         | Alexandre Anselmet            | ESF Valloire                          |
| 2010  | Le Grand-Bornand (74) | Nicolas Sauvage               | ENSA                                  |
| 2009  | Les Deux Alpes (38)   | Michael Sauvage               | ESF Flaine                            |
| 2008  | L'Alpe d'Huez (38)    | Grégory Guignier              | ENSA                                  |
| 2007  | Avoriaz (74)          | Grégory Guignier              | ENSA                                  |
| 2006  | L'Alpe d'Huez (38)    | Romuald Licinio               | ESF L'Alpe d'Huez                     |
| 2005  | Courchevel (73)       | Pierre Paquin                 | ESF Val d'Isère                       |
| 1994  | Saint-Gervais (74)    | Christophe Guinamard          | ESF Alpe d'Huez                       |
| 1993  |                       | Christophe Guinamard          | ESF Alpe d'Huez                       |
| 1982  | Les Menuires (73)     | Bernard Front                 | ESF Méribel                           |
| 1981  |                       | Bernard Front                 | ESF Méribel                           |
| 1976  | Les Deux Alpes (73)   | Henri Bréchu                  | ESF Serre-Chevalier                   |
| 1975  |                       | Henri Bréchu                  | ESF Serre-Chevalier                   |
| 1972  | La Mongie (65)        | Dominique Mollard             | ESF Les Contamines                    |
| 1971  | La Plagne (73)        | Noël Grand                    | ESF La Plagne                         |
| 1964  | Auron (06)            | Jean Béranger                 |                                       |
| ----- | --------------------- | ----------------------------- | ------------------------------------- |

### Géant des stagiaire
| Année | Lieu du challenge     | Vainqueur femme (ESF)                  | Vainqueur homme (ESF)                   |
| 2024  | La Plagne (73)        | Amandine Guerre Alpe d'Huez            |                                         |
| 2023  | Avoriaz (74)          | Mir Noémie (Les Sept Laux)             | Vaugthon Max (Manigod)                  |
| 2022  | Vars (83)             | Lola Avenier (Courchevel 1650)         | Mazière Arthur (Pra-Loup)               |
| 2019  | Val Cenis (73)        | Claudel Candice (La Bresse)            | Olivier Jenot (Méribel les Allues)      |
| 2018  | Alpe d'Huez (38)      | Mestrallet Karrel (les Deux Alpes)     | Salerno Hugo (Méribel Les Allues)       |
| 2017  | Les Menuires (73)     | Mestrallet Karrel (les Deux Alpes)     | Maitre Thomas (La Rosière)              |
| 2016  | Châtel (74)           | Julliand Héloïse (Tignes)              | Terrage Damien (Alpe d'Huez)            |
| 2015  | Serre Chevalier (05)  |                                        |                                         |
| 2014  | Combloux (74)         | Nicoletta Romane (Valberg-Beuil)       | Bertrand Dimitri (Chapelle d'Abondance) |
| 2013  | L'Alpe d'Huez (38)    | Millet Gouchoe Alexia (les Deux Alpes) | Tomamichel Clément (Alpe d'Huez)        |
| 2012  | Les Menuires (73)     | Jessica Pauget (Alpe d'Huez)           | Antoine Gros (Champagny-en-Vanoise)     |
| 2011  | Valloire (73)         | Jessica Pauget (Alpe d'Huez)           | Nicolas Lambert (les Deux Alpes)        |
| 2010  | Le Grand-Bornand (74) | Jessica Pauget (Alpe d'Huez)           | Sylvain Gelloz (Aime-la-Plagne)         |
| ----- | --------------------- | -------------------------------------- | --------------------------------------- |

### Skicross
| Année | Lieu du challenge     | Vainqueur femme(esf)                                  | Vainqueur homme(esf)                 |
| 2024  | La Plagne (73)        | Amélie Schneider (ESF La Plagne-Centre)               | Bastien Midol (ESF Le Grand-Bornand) |
| 2023  | Avoriaz (74)          | Solène Debue (ESF Orcières-Merlette)                  | François Place (ESF Crest-Voland)    |
| 2022  | Vars (83)             | Ophélie David (ESF Alpe d'Huez)                       | Sylvain Miaillier (ESF Alpe d'Huez)  |
| 2019  | Val Cenis (73)        | annulé en raison de la météo                          | annulé en raison de la météo         |
| 2018  | Alpe d'Huez (38)      | Jessica Millet-Gouchoe (ESF Les Deux Alpes)           | Benoît Hoen (ESF Méribel)            |
| 2017  | Les Menuires (73)     | Jessica Millet-Gouchoe (ESF Les Deux Alpes)           | Yann Dumax-Baudron (ESF Megève)      |
| 2016  | Châtel (74)           | Héléna Galland Emmanuelle Colomban (ESF Belle Plagne) | Sébastien Coll (ESF Serre-Chevalier) |
| 2015  | Serre Chevalier (05)  | Jessica Millet-Gouchoe (ESF Les Deux Alpes)           | Antoine Bossert (ESF Les Arcs)       |
| 2014  | Combloux (74)         | Emmanuelle Colomban (ESF Belle Plagne)                | Antoine Galland (ESF Alpe d'Huez)    |
| 2013  | L'Alpe d'Huez (38)    | annulé                                                | annulé                               |
| 2012  | Les Menuires (73)     | Sabrina Mocellin (ESF Tignes)                         | Jérémie Collomb-Patton (ESF Megève)  |
| 2011  | Valloire (73)         | Marielle Berger-Sabbatel (ESF Les Arcs)               | Florian Noyrey (ESF Alpe d'Huez)     |
| 2010  | Le Grand-Bornand (74) | Sabrina Mocellin (ESF Tignes)                         | Antoine Galland (ESF Alpe d'Huez)    |
| ----- | --------------------- | ----------------------------------------------------- | ------------------------------------ |

### Big Air
| Année | Lieu du challenge | Vainqueur femme(esf)             | Vainqueur homme(esf)               |
| 2024  | La Plagne (73)    | Lou Barin (ESF La Plagne-Centre) | Owen Branjonneau (ESF Val Thorens) |
| ----- | ----------------- | -------------------------------- | ---------------------------------- |

## Plus grands nombres de victoires
- Romuald Licinio (ESF l'Alpe d'Huez) : 5 victoires (1995, 1996, 1997, 2004, 2006)[3]

## Vainqueurs remarquables
- Stéphane Tissot (ESF Megève) intègre à la suite l'équipe de France et réalise plusieurs podium en coupe du monde.
- Romuald Licinio (ESF l'Alpe d'Huez) Vice champion du monde Pro et plusieurs victoires en coupe du monde Pro, retour en équipe de France, sélections en coupe du monde et victoire en coupe d’Europe
- Thomas Fanara (ESF Praz-sur-Arly)